# 1979年のラジオ (日本)
1979年のラジオ (日本)では、1979年の日本のラジオ番組、その他ラジオ界の動向について記す。

## 主なその他ラジオ関連の出来事
- 12月24日 - NHK-FM放送、FMステレオ放送用のPCMデジタル回線が、前年（1978年）10月1日の東京・名古屋・大阪間に続き、この日から、札幌・仙台・金沢・広島・松山・福岡にも開通。これにより、沖縄・奄美地区を除く全国で、ステレオの同時ネット放送が可能になる。これを記念し、生放送による様々な特別番組を放送。これに伴い、今まで前述の開通局で行っていたステレオ番組のテープ送り放送を、前日（12月23日）をもって廃止する[1][2]。

## 特別番組

### 3月放送
- 31日 - ラジオ・スペシャル'79（文化放送）[3]

- 30日 - ラジオマガジン・ポパイ本日創刊（ラジオたんぱ）

### 5月放送
- 5日 - ちびっ子集まれ!OBC子供放送局（大阪放送）[4]

### 7月放送
- 14日 - マトモジンVSインベーダー（ニッポン放送）[5][6]

### 11月放送
- 11日 - 大いなる海の道（東京放送）
- 23日 - コータロー・アメリカ見タロー聴イタロー（東京放送）

### 12月放送
- 24日
  - NHK-FM PCMステレオ回線 全国開通記念番組（いずれも生放送）
    - クラシックホットジョッキー
    - ひるの歌謡曲 歌謡ライブ（NHK放送センター505スタジオより生中継）
    - NHK交響楽団演奏会 「ベートーヴェン作曲 『交響曲第9番ニ短調Op.125(合唱付き)』」（NHKホールより生中継）

## 開始番組

### 1979年1月放送開始
毎日放送
- 7日 - 三枝のゲラゲラカンパニー

### 1979年2月放送開始
毎日放送
- 3日 - サタデースペシャル〜角淳一の歌謡ベスト10〜

### 1979年4月放送開始
NHKラジオ第1放送
- 2日 - ラジオSFコーナー[7]
- 7日 - ピアノのある部屋[7]

NHKラジオ第2放送
- 9日 - ことばの教室[7]

東京放送
- 7日 - 山田二郎の土曜だワッショイ!
- 9日 - 大沢悠里ののんびりワイド[8]
- 開始日不明
  - 萩元晴彦・トーキングプログラム〜ぼくは人間的に語りたい〜[8]
  - とび出せ!ホリデー
  - ラジオスペシャル

文化放送
- 7日 -  MAZDA トークタウンTODAY[8]

ニッポン放送
- 2日 - 中島みゆきのオールナイトニッポン
- 5日 - 桑田佳祐のオールナイトニッポン
- 開始日不明 - さだまさしのサンデーパーク

近畿放送
- 開始日不明
  - 池田幾三のザ・トゥディー
  - ハイヤング11

毎日放送
- 2日 - 6時半です おはようコンちゃん!
- 3日 - HAND IN HAND 〜ミッドナイトパーティー〜
- 8日 - Mr.さんまタイム

琉球放送
- 8日 - 録音戦後史・100万県民のあゆみ

エフエム東京
- 2日 - FMモーニング東京

ラジオたんぱ
- 開始日不明 - モーニングワイド バッチリ7

### 1979年6月放送開始
東海ラジオ放送
- 9日 - どんどん土曜大放送

### 1979年7月放送開始
ニッポン放送
- 21日 - 高島秀武のマンモス歌謡ワイド

### 1979年10月放送開始
ラジオ福島
- 開始日不明 - おばあちゃんのむかし話

東京放送
- 7日 - 五木寛之の夜
- 13日 - ジェミニ・ミュージックパートナー 真子のワンダーランド[9]
- 開始日不明
  - Our Music
  - グランドポップショー

文化放送
- 開始日不明
  - 激ラジ!モンターマン大逆襲[8]
  - エイティーズぽっぷす

ニッポン放送
- 8日 - 独占!サウンドヒーロー[8]
- 9日 - ハッピーバラエティ ほかほか大放送[8][9]
- 12日 - 山口百恵と宇崎竜童のローリングタウンNo.1[9]
- 開始日不明
  - 欽ちゃんのここからトコトン
  - NISSANナマ生ステーション
  - 土曜の夜はドヨヨ電リク!タモリのベル・ジャン・ジャン・ジャン[8]
  - 所ジョージのサタデー青春白書
  - ラジオカプセル
  - 大爆笑!ウルトラアニメ傑作選

毎日放送
- 13日 - MBSベストテン歌謡曲

大阪放送
- 開始日不明
  - あいあいスタジオ成瀬國晴です
  - アニメトピア

九州朝日放送
- 7日 - アレルギー談話室

### 開始日不明
中部日本放送
- ハローこちらミッチ放送局

## 終了番組

### 1979年3月放送終了
東京放送
- 31日 - 土曜日です おはよう大沢悠里です

近畿放送
- 31日 - 日本列島ズバリリクエスト

### 1979年4月放送終了
東京放送
- 6日 - TBS それ行け!歌謡曲

ニッポン放送
- 6日 - 欽ちゃんのドンといってみよう!